# 1997년 서울국제여성영화제
제1회 서울국제여성영화제는 1997년 4월에 개최된 영화제이다. 동숭아트센터 동숭홀에서 개최되었다.

## 수상 및 후보

### 우수상
- 있다 - 박찬옥 수상
- 웰컴 - 장희선 수상
- 한 거울 이야기 - 김시경 수상

### 관객상
- 있다 - 박찬옥 수상